# اریغ باتور
اریغ باتور (به لاتین: Arigh Batur) یک منطقهٔ مسکونی در افغانستان است که در ولایت بلخ واقع شده‌است.